# 沙市镇 (永新县)
沙市镇，是中华人民共和国江西省吉安市永新县下辖的一个乡镇级行政单位。

## 行政区划
沙市镇下辖以下地区：
沙市村、龙楠村、涂下垅村、厚田村、张南村、塘边村和洛溪村。